# Дойчланд (тежък крайцер, 1931)
„Дойчланд“ (на немски: Deutschland) е тежък крайцер на Кригсмарине от времето на Втората световна война. Главен кораб на първата следвоенна серия немски тежки крайцери.

## Построяване
Заложен на 9 февруари 1928 г., спуснат на вода на 19 май 1931 г., влиза в строй на 1 април 1933 г. Първият голям военен кораб, заложен в Германия след поражението в Първата световна война. Решението за построяване става предмет на политическа дискусия. Прието е в резултат на неуспешен общогермански референдум за забрана на създаването на кораба, иницииран от Комунистическата партия на Германия.
На 25 януари 1940 г. е преименуван на „Лютцов“ (на немски: Lützow), тъй като Хитлер се опасява от нежелателен пропаганден ефект в случай, че корабът, наречен в чест на Германия, бъде потопен от съюзниците.

## Довоенна служба
В първата половина на 1930-те години „Дойчланд“, като най-съвременният и мощен кораб в германския флот, широко е привличан за демонстрация на флага, извършвайки чуждестранни визити. Не минава и без немски високопоставени гости – през април 1934 г. крайцерът е посетен от Адолф Хитлер. Ученията също отнемат немалко време и позволяват да се изяснят и отстранят проблеми с дизелите.

### Участие в гражданската война в Испания
В периода 1936 – 37 г. „Дойчланд“ действа в испански води, формално наблюдавайки за съблюдаването на неутралитета, а фактически поддържайки франкистите. На 28 май 1937 г. той е атакуван от републиканската авиация (в действителност самолетът, атакувал „Дойчланд“, се управлява от съветския летец Николай Остряков, но по политически причини в официалното съобщение за това са указани „испанците“ Ниера и Мендиола). Крайцерът получава две бомбови попадения, на борда избухва пожар, загиват 27 моряка, още около сто са ранени (четирима впоследствие умират от раните си).

## Втора световна война
„Дойчланд“ излиза в Атлантика на 23 август 1939 г., още преди началото на Втората световна война. Скоро след откриването на военните действия започва борбата с корабоплаването на Великобритания. Крайцерството се оказва неуспешно – след потопяването на два съда с общ тонаж около 7000 брт, на 15 ноември 1939 г. корабът е принуден да се върне в Германия поради проблем със силовата установка и неизправност на бордовия хидросамолет.
В началото на 1940 г. тежкият крайцер „Дойчланд“ е преименуван на „Лютцов“ (Lützow) във връзка с продажбата на СССР на недостроения тежък крайцер „Лютцов“ от типа „Адмирал Хипер“.
През април 1940 г. „Лютцов“ участва в превземането на Норвегии, действайки против Осло, и на 9 април получава 3 попадения от 150-мм снаряди в хода на дуел с бреговите батареи. При завръщането си към дома, на 11 април 1940 г., е атакуван от британската подводна лодка „Спирфиш“ (на английски: HMS Spearfish) и получава торпедно попадение в кърмовата част.
След ремонт, на 13 юни 1941 г., се опитва да достигне Атлантика, но е повреден от торпедо на британски самолет. След продължителен ремонт „Лютцов“ се пребазира в Тронхайм, след това в Нарвик. Излиза в морето за атака над конвоя PQ-17, но попада в навигационна авария – сблъсква се с дъното. На 31 декември 1942 г. съвместно с тежкия крайцер Admiral Hipper атакува в Баренцово море британския конвой JW-51B, плаващ към СССР. Британският ескорт на конвоя, състоящ се от леки съдове, успешно отразява атаката, което предизвиква гневната реакция на Хитлер, едва не завършила с ликвидацията на всички тежки единици на надводния флот на Германия. Набелязаното участие в операциите против Шпицберген, през септември 1943 г., е провалено от проблеми с дизелите.
В края на септември 1943 г. отплава от Норвегия за Кил. След поредния ремонт се числи като учебен кораб, а след това е включен в състава на 2-ра бойна група, оказваща огнева поддръжка на частите на вермахта в Прибалтика. На 16 април 1945 г., намирайки се в Свинемюнд, попада под нападението на британските ВВС и получава тежки повреди. Кораба ляга на дъното, но продължава да води огън с главния калибър. При приближаването на съветските войски, на 4 май 1945 г., е взривен от екипажа.
Съветските спасители изваждат „Лютцов“ и 26 септември 1946 г. той даже е включен в списъците на ВМФ на СССР, но възстановяването на основно разрушения кораб е признато за нецелесъобразно. На 22 юни 1947 г. корпусът на „Лютцов“ е потопен в хода на учения на Балтийския флот.

## Повреди
По време на Втората световна война крайцерът нееднократно е подлаган на атаки от английските ВМС и ВВС, получава повреди, но след ремонт се връща в строй. В частност, през април 1945 г., намирайки се в базата си в Свинемюнде, крайцерът е атакуван с 6-тонните бомби Tallboy. От получените пробойни корабът ляга на дъното, но скоро е изваден.
На 4 май 1945 г. е потопен от екипажа си. След края на войната е изваден от съветския ВМС и впоследствие се използва като кораб мишена за стрелбите на Балтийския флот. Окончателно е потопен в Балтийско море през 1949 г.

## Коментари
1. ↑  От политически съображения, германския ВМФ присвоява на кораба нестандартния тип „броненосец“ (на немски: Panzerschiff). В английската класификация получава название „джобен линкор“ (на английски: pocket battleship). През февруари 1940 г. немската класификация е изменена на тежък крайцер.
2. ↑  Списък на загиналите и кратко описание на боя: www.denkmalprojekt.org ((de)).
3. ↑  На 5.10.1939 – британският „Стоунгейт“ (5044 тона) и на 17.10.1939 – норвежкият параход „Лоренц В. Хансен“ (1918 тона).